# Pediocactus peeblesianus
Pediocactus peeblesianus là một loài thực vật có hoa trong họ Cactaceae. Loài này được (Croizat) L.D. Benson mô tả khoa học đầu tiên năm 1962.

## Hình ảnh

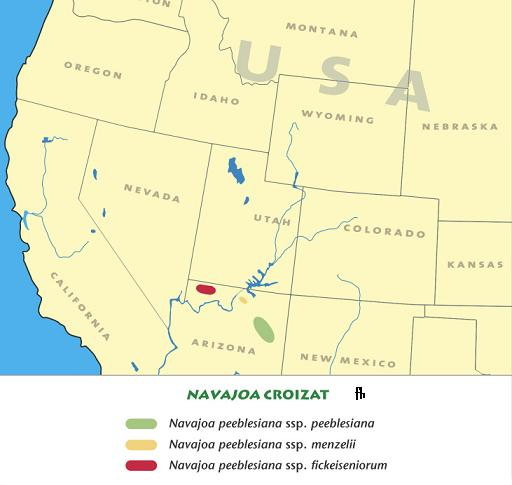
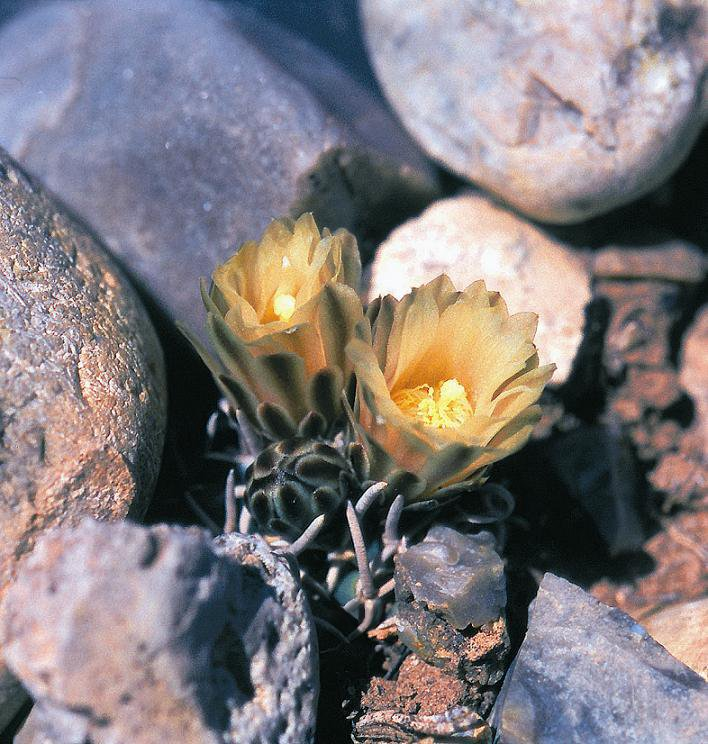
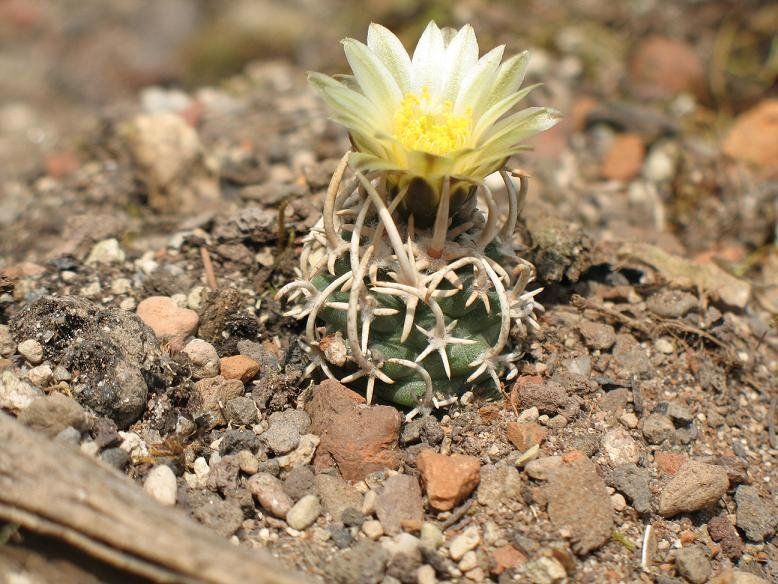
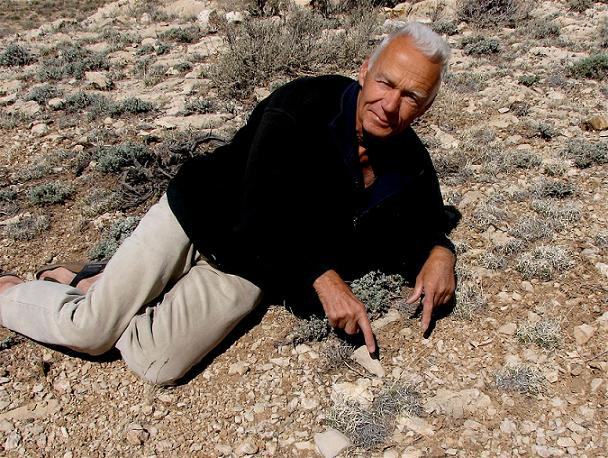